# Goh Mancang
Goh Mancang är en kulle i Indonesien.   Den ligger i provinsen Aceh, i den västra delen av landet, 1 900 km nordväst om huvudstaden Jakarta. Toppen på Goh Mancang är 207 meter över havet, eller 84 meter över den omgivande terrängen. Bredden vid basen är 2,2 km. Goh Mancang ligger på ön Pulau Breueh.
Terrängen runt Goh Mancang är varierad. Havet är nära Goh Mancang åt nordväst.